# Каталог скоплений галактик Эйбелла
Каталог скоплений галактик Эйбелла — каталог богатых скоплений галактик, включающий 4073 скопления с красными смещениями от 0,02 до 0,2. В каталог были включены все скопления, которые включали как минимум 50 галактик, имеющих видимые звёздные величины, укладывающиеся в диапазон от m3 до m3+2, где m3 — видимая звездная величина третьей по яркости галактики в скоплении.

## История
Первый вариант каталога, составленный на основе анализа фотопластинок, полученных в результате первого фотографического обзора звёздного неба с использованием телескопа системы Шмидта на горе Паломар, включал 2712 скоплений северного полушария звёздного неба и был опубликован Джорджем Эйбеллом в 1958 году. Дополнение к каталогу, включавшее ещё 1361 скопление южного полушария звёздного неба, составленное на основе исследований Эйбелла и других учёных, было опубликовано в 1989 году.

## Достоверность
Некоторое время после составления каталога оставался дискуссионным вопрос о том, действительно существуют ли включённые в каталог скопления галактик, или же видимое повышение числа галактик на небе является результатом наложения. Конец спорам был положен после того, как были произведены спектроскопические наблюдения большого числа галактик, входящих в эйбелловские скопления. Они показали, что большая часть скоплений, включённых Эйбеллом в каталог, действительно соответствует относительно компактным участкам пространства с большим числом галактик, удерживаемых вместе гравитационным взаимодействием.

## Значение
Значение каталога для изучения крупномасштабной структуры Вселенной крайне велико. Каталог Эйбелла лёг в основу первых количественных исследований её плотного компонента. Несмотря на появление новых исследований с использованием методов распознавания образов, позволяющих в автоматическом режиме выявлять скопления галактик, каталог Эйбелла сохраняет своё значение. Новые исследования подтвердили небольшое влияние субъективного фактора на формирование каталога. 

## Обозначения
Стандартное обозначение для скоплений из данного каталога имеет форму Abell X или Эйбелл X, где X может принимать значения от 1 до 4076, например Abell 1367. Другие возможные обозначения имеют форму ABCG X, AC X, ACO X, A X и AX (ABCG 1367, AC 1367, ACO 1367, A 1367 и A1367 соответственно). В номенклатуре объектов SIMBAD от 6 июня 2014 года для каталога рекомендован акроним ACO (от Abell+Corwin+Olowin).